# بریت لاور
بریتنی لی لاور (به انگلیسی: Brittney Leigh Lower) (زادهٔ ۲ اوت ۱۹۸۵) بازیگر آمریکایی است که با بازی در نقش لیز در مرد در جستجوی زن و تانیا سیتکوفسکی در مجموعهٔ تلویزیونی فراموش نشدنی و هلی آر در جداسازی شناخته شد.

## اوایل زندگی
لاور در هیوورث، ایلینوی، از استیون لاور و میکی لاور، هنرمند نقاشی بدن متولد شد. لاور در سال ۲۰۰۸ لیسانس علوم ارتباطات را از دانشگاه نورث‌وسترن دریافت کرد.

## حرفه
لاور در نقش کارشناس فن آوری، تانیا سیتکوفسکی در مجموعه ۲۰۱۱، فراموش نشدنی حضور داشت. در سال ۲۰۱۵، وی شهرت اصلی خود را با بازی در سریال کمدی اف ایکس ایکس، مرد در جستجوی زن، با به تصویر کشیدن لیز گرینبرگ، خواهر شخصیت اصلی داستان، به دست آورد. لاور در سریال هولو Casual در فصل ۲، در نقش سارا فین، برای یک نقش دوره‌ای بازی کرد. او همچنین در تبلیغات تجاری Verizon ظاهر شده‌است.

## فیلم‌شناسی
| سال       | عنوان                           | نقش                  | توضیحات                   |
| --------- | ------------------------------- | -------------------- | ------------------------- |
| ۲۰۱۰      | دریاچه بزرگ                     | مگ                   | ۷ قسمت                    |
| ۲۰۱۱–۲۰۱۴ | فراموش نشدنی                    | تانیا سیتکوفسکی      | ۱۳ قسمت                   |
| ۲۰۱۲      | یک مرد با استعداد               | نینا                 | قسمت: در صورت (تولد مجدد) |
| ۲۰۱۲      | نظم و قانون: واحد قربانیان ویژه | جس هاردویک           | قسمت: زیبایی عجیب         |
| ۲۰۱۳      | در کنار آب‌های ساکن              | اولیویا              | فیلم                      |
| ۲۰۱۳      | دوستان مشترک                    | آزمایش کنید          | فیلم                      |
| ۲۰۱۵–۲۰۱۷ | مرد در جستجوی زن                | لیز گرینبرگ          | نقش اصلی                  |
| ۲۰۱۵      | آن دسته از مردم                 | اورسولا              | فیلم                      |
| ۲۰۱۵      | خواهران                         | خانم گرنت            | فیلم                      |
| ۲۰۱۶      | اینترنت بد                      | راین                 | قسمت: چرخ هفت میلیاردی    |
| ۲۰۱۶      | گاه به گاه                      | سارا فین             | فصل ۲؛ نقش دوره‌ای         |
| ۲۰۱۶      | دامنه                           | ققنوس / کیمبرلی میلر | فیلم                      |
| ۲۰۱۷      | خراب شده                        | مارگوت والاس         | قسمت: باج                 |
| ۲۰۱۷      | شبح                             | کلر جنیفر            | مکرر                      |
| ۲۰۱۷      | مرد آینده                       | جری لنگ              | ۴ قسمت                    |
| ۲۰۱۷      | آقای روزولت                     | سلست جونز            | فیلم                      |
| ۲۰۱۷      | صحبت بالشی                      | اما                  | ۴ قسمت                    |
| ۲۰۱۸      | WASP                            | دزیر                 | نقش مهمان                 |
| ۲۰۱۸      | یک زندگی متمدن                  | جک                   | فیلم کوتاه                |
| ۲۰۱۹      | نگهداری زیاد                    | لی                   | ۴ قسمت                    |
| ۲۰۱۹      | فیلادلفیا همیشه آفتابی است      | لیزا                 | قسمت: باند رمانتیک می‌شود  |
| ۲۰۲۰      | هالی خوابید                     | آودرا                | فیلم                      |
| ۲۰۲۰      | برنامه گفتگوی جورج لوکاس        | خودش                 | جمع‌آوری کمک مالی ماراتن   |
| ۲۰۲۲-     | جداسازی                         | هلی                  | نقش اصلی                  |